# Формула-1 — Чемпіонат 1999
Формула-1 1999 року — сезон чемпіонату світу з автоперегонів у класі Формула-1, який проводився під егідою FIA. Чемпіонат відбувся у період з березня по жовтень та складався з 16 Гран-прі. Сезон розпочався на Гран-прі Австралії 7 березня та закінчився на Гран-прі Японії 31 жовтня. Міка Гаккінен здобув свій другий та останній титул. Кубок конструкторів виборола команда Ferrari.

## Команди та пілоти
Наступні команди та пілоти брали участь у Чемпіонаті світу 1999 року. Постачальник шин для всіх команд — Bridgestone.
| Команда                      | Конструктор        | Шасі   | Двигун                              | №  | Пілот                  | Гран-прі   |
| ---------------------------- | ------------------ | ------ | ----------------------------------- | -- | ---------------------- | ---------- |
| West McLaren Mercedes        | McLaren-Mercedes   | MP4/14 | Mercedes FO110H                     | 1  | Міка Гаккінен          | Всі        |
| West McLaren Mercedes        | McLaren-Mercedes   | MP4/14 | Mercedes FO110H                     | 2  | Девід Култгард         | Всі        |
| Scuderia Ferrari Marlboro    | Ferrari            | F399   | Ferrari 048                         | 3  | Міхаель Шумахер        | 1–8, 15–16 |
| Scuderia Ferrari Marlboro    | Ferrari            | F399   | Ferrari 048                         | 3  | Міка Сало              | 9–14       |
| Scuderia Ferrari Marlboro    | Ferrari            | F399   | Ferrari 048                         | 4  | Едді Ірвайн            | Всі        |
| Winfield Williams            | Williams-Supertec  | FW21   | Supertec FB01                       | 5  | Алессандро Дзанарді    | Всі        |
| Winfield Williams            | Williams-Supertec  | FW21   | Supertec FB01                       | 6  | Ральф Шумахер          | Всі        |
| Benson and Hedges Jordan     | Jordan-Mugen-Honda | 199    | Mugen-Honda MF-301 HD               | 7  | Деймон Гілл            | Всі        |
| Benson and Hedges Jordan     | Jordan-Mugen-Honda | 199    | Mugen-Honda MF-301 HD               | 8  | Гайнц-Гаральд Френтцен | Всі        |
| Mild Seven Benetton Playlife | Benetton-Playlife  | B199   | Playlife FB01                       | 9  | Джанкарло Фізікелла    | Всі        |
| Mild Seven Benetton Playlife | Benetton-Playlife  | B199   | Playlife FB01                       | 10 | Александр Вюрц         | Всі        |
| Red Bull Sauber Petronas     | Sauber-Petronas    | C18    | Petronas SPE-03A                    | 11 | Жан Алезі              | Всі        |
| Red Bull Sauber Petronas     | Sauber-Petronas    | C18    | Petronas SPE-03A                    | 12 | Педру Дініс            | Всі        |
| Repsol Arrows F1 Team        | Arrows             | A20    | Arrows T2-F1                        | 14 | Педро де ла Роса       | Всі        |
| Repsol Arrows F1 Team        | Arrows             | A20    | Arrows T2-F1                        | 15 | Тораносуке Такагі      | Всі        |
| HSBC Stewart Ford            | Stewart-Ford       | SF3    | Ford CR-1                           | 16 | Рубенс Баррікелло      | Всі        |
| HSBC Stewart Ford            | Stewart-Ford       | SF3    | Ford CR-1                           | 17 | Джонні Герберт         | Всі        |
| Gauloises Prost Peugeot      | Prost-Peugeot      | AP02   | Peugeot A18                         | 18 | Олів'є Паніс           | Всі        |
| Gauloises Prost Peugeot      | Prost-Peugeot      | AP02   | Peugeot A18                         | 19 | Ярно Труллі            | Всі        |
| Fondmetal Minardi Team       | Minardi-Ford       | M01    | Ford VJM1 Zetec-R Ford VJM2 Zetec-R | 20 | Лука Бадоер            | 1, 3–16    |
| Fondmetal Minardi Team       | Minardi-Ford       | M01    | Ford VJM1 Zetec-R Ford VJM2 Zetec-R | 20 | Стефан Сарразен        | 2          |
| Fondmetal Minardi Team       | Minardi-Ford       | M01    | Ford VJM1 Zetec-R Ford VJM2 Zetec-R | 21 | Марк Жене              | Всі        |
| British American Racing      | BAR-Supertec       | 01     | Supertec FB01                       | 22 | Жак Вільнев            | Всі        |
| British American Racing      | BAR-Supertec       | 01     | Supertec FB01                       | 23 | Рікарду Зонта          | 1–2, 6–16  |
| British American Racing      | BAR-Supertec       | 01     | Supertec FB01                       | 23 | Міка Сало              | 3–5        |
| Джерело:                     |                    |        |                                     |    |                        |            |

- Усі двигуни були в конфігурації V10 з робочим об’ємом 3,0 л.[3]

## Календар
| №        | Гран-прі                  | Траса                                     | Дата       |
| -------- | ------------------------- | ----------------------------------------- | ---------- |
| 1        | Гран-прі Австралії        | Альберт-Парк, Мельбурн                    | 7 березня  |
| 2        | Гран-прі Бразилії         | Інтерлагус, Сан-Паулу                     | 11 квітня  |
| 3        | Гран-прі Сан-Марино       | Автодром Енцо та Діно Феррарі, Імола      | 2 травня   |
| 4        | Гран-прі Монако           | Міська траса Монте-Карло, Монте-Карло     | 16 травня  |
| 5        | Гран-прі Іспанії          | Каталунья, Монмало                        | 30 травня  |
| 6        | Гран-прі Канади           | Автодром імені Жиля Вільнева, Монреаль    | 13 червня  |
| 7        | Гран-прі Франції          | Невер Маньї-Кур, Маньї-Кур                | 27 червня  |
| 8        | Гран-прі Великої Британії | Автодром Сільверстоун, Сільверстоун       | 11 липня   |
| 9        | Гран-прі Австрії          | А1-Ринг, Шпільберг                        | 25 липня   |
| 10       | Гран-прі Німеччини        | Гоккенгаймринг, Гоккенгайм                | 1 серпня   |
| 11       | Гран-прі Угорщини         | Хунгароринг, Модьород                     | 15 серпня  |
| 12       | Гран-прі Бельгії          | Спа-Франкоршам, Спа                       | 29 серпня  |
| 13       | Гран-прі Італії           | Автодром Монца, Монца                     | 12 вересня |
| 14       | Гран-прі Європи           | Нюрбургринг, Нюрбург                      | 26 вересня |
| 15       | Гран-прі Малайзії         | Міжнародний автодром Сепанг, Куала-Лумпур | 17 жовтня  |
| 16       | Гран-прі Японії           | Міжнародний автодром Судзука, Судзука     | 31 жовтня  |
| Джерело: |                           |                                           |            |

### Зміни в календарі
- До календаря було додано Гран-прі Малайзії, яке проходило на нещодавно побудованій трасі в Сепанзі.
- Були пропозиції щодо проведення Гран-прі Китаю на трасі в Чжухаї. Гонку було включено до попереднього календаря з датою 21 березня, опублікованого 15 жовтня 1998 року.[5] Гонку було вилучено з календаря 20 грудня 1998 року через невідомі причини. Гонку було запропоновано перенести на осінь, але цього не відбулося.[6] Гран-прі Китаю остаточно приєдналося до календаря Формули-1 в 2004 році та проводилось на Міжнародному автодромі Шанхая.
- Гран-прі Аргентини було додано до календаря 20 грудня 1998 року як заміна скасованого Гран-прі Китаю. Гонка мала пройти на Автодромі імені Хуана і Оскара Гальвесів як другий етап сезону 28 березня, але також було скасовано через розбіжностей між організатором і власником комерційних прав.[7] Це призвело до п'ятитижневого проміжку між першими двома гонками сезону.[8]
- Гонка на Нюрбургринзі знову проходила під назвою Гран-прі Європи після того, як у сезонах 1997 та 1998 років проходила під назвою Гран-прі Люксембургу.

## Результати та положення в заліках

### Гран-прі
| №        | Гран-прі                  | Поул-позиція           | Швидке коло     | Переможець             | Конструктор        | Звіт |
| -------- | ------------------------- | ---------------------- | --------------- | ---------------------- | ------------------ | ---- |
| 1        | Гран-прі Австралії        | Міка Гаккінен          | Міхаель Шумахер | Едді Ірвайн            | Ferrari            | Звіт |
| 2        | Гран-прі Бразилії         | Міка Гаккінен          | Міка Гаккінен   | Міка Гаккінен          | McLaren-Mercedes   | Звіт |
| 3        | Гран-прі Сан-Марино       | Міка Гаккінен          | Міхаель Шумахер | Міхаель Шумахер        | Ferrari            | Звіт |
| 4        | Гран-прі Монако           | Міка Гаккінен          | Міка Гаккінен   | Міхаель Шумахер        | Ferrari            | Звіт |
| 5        | Гран-прі Іспанії          | Міка Гаккінен          | Міхаель Шумахер | Міка Гаккінен          | McLaren-Mercedes   | Звіт |
| 6        | Гран-прі Канади           | Міхаель Шумахер        | Едді Ірвайн     | Міка Гаккінен          | McLaren-Mercedes   | Звіт |
| 7        | Гран-прі Франції          | Рубенс Баррікелло      | Девід Култгард  | Гайнц-Гаральд Френтцен | Jordan-Mugen-Honda | Звіт |
| 8        | Гран-прі Великої Британії | Міка Гаккінен          | Міка Гаккінен   | Девід Култгард         | McLaren-Mercedes   | Звіт |
| 9        | Гран-прі Австрії          | Міка Гаккінен          | Міка Гаккінен   | Едді Ірвайн            | Ferrari            | Звіт |
| 10       | Гран-прі Німеччини        | Міка Гаккінен          | Девід Култгард  | Едді Ірвайн            | Ferrari            | Звіт |
| 11       | Гран-прі Угорщини         | Міка Гаккінен          | Девід Култгард  | Міка Гаккінен          | McLaren-Mercedes   | Звіт |
| 12       | Гран-прі Бельгії          | Міка Гаккінен          | Міка Гаккінен   | Девід Култгард         | McLaren-Mercedes   | Звіт |
| 13       | Гран-прі Італії           | Міка Гаккінен          | Ральф Шумахер   | Гайнц-Гаральд Френтцен | Jordan-Mugen-Honda | Звіт |
| 14       | Гран-прі Європи           | Гайнц-Гаральд Френтцен | Міка Гаккінен   | Джонні Герберт         | Stewart-Ford       | Звіт |
| 15       | Гран-прі Малайзії         | Міхаель Шумахер        | Міхаель Шумахер | Едді Ірвайн            | Ferrari            | Звіт |
| 16       | Гран-прі Японії           | Міхаель Шумахер        | Міхаель Шумахер | Міка Гаккінен          | McLaren-Mercedes   | Звіт |
| Джерело: |                           |                        |                 |                        |                    |      |

### Пілоти
Очки отримують перші шість пілотів.
| Позиція | 1-ша | 2-га | 3-тя | 4-та | 5-та | 6-та |
| Очки    | 10   | 6    | 4    | 3    | 2    | 1    |

| Поз.     | Пілот                  | АВС  | БРА  | СМР  | МОН  | ІСП  | КАН  | ФРА  | ВЕЛ  | АВТ  | НІМ  | УГО  | БЕЛ  | ІТА  | ЄВР  | МАЛ  | ЯПО  | Очки |
| -------- | ---------------------- | ---- | ---- | ---- | ---- | ---- | ---- | ---- | ---- | ---- | ---- | ---- | ---- | ---- | ---- | ---- | ---- | ---- |
| 1        | Міка Гаккінен          | Схід | 1    | Схід | 3    | 1    | 1    | 2    | Схід | 3    | Схід | 1    | 2    | Схід | 5    | 3    | 1    | 76   |
| 2        | Едді Ірвайн            | 1    | 5    | Схід | 2    | 4    | 3    | 6    | 2    | 1    | 1    | 3    | 4    | 6    | 7    | 1    | 3    | 74   |
| 3        | Гайнц-Гаральд Френтцен | 2    | 3†   | Схід | 4    | Схід | 11†  | 1    | 4    | 4    | 3    | 4    | 3    | 1    | Схід | 6    | 4    | 54   |
| 4        | Девід Култгард         | Схід | Схід | 2    | Схід | 2    | 7    | Схід | 1    | 2    | 5    | 2    | 1    | 5    | Схід | Схід | Схід | 48   |
| 5        | Міхаель Шумахер        | 8    | 2    | 1    | 1    | 3    | Схід | 5    | НС   |      |      |      |      |      |      | 2    | 2    | 44   |
| 6        | Ральф Шумахер          | 3    | 4    | Схід | Схід | 5    | 4    | 4    | 3    | Схід | 4    | 9    | 5    | 2    | 4    | Схід | 5    | 35   |
| 7        | Рубенс Баррікелло      | 5    | Схід | 3    | 9†   | ДСК  | Схід | 3    | 8    | Схід | Схід | 5    | 10   | 4    | 3    | 5    | 8    | 21   |
| 8        | Джонні Герберт         | НС   | Схід | 10†  | Схід | Схід | 5    | Схід | 12   | 14   | 11†  | 11   | Схід | Схід | 1    | 4    | 7    | 15   |
| 9        | Джанкарло Фізікелла    | 4    | Схід | 5    | 5    | 9    | 2    | Схід | 7    | 12†  | Схід | Схід | 11   | Схід | Схід | 11   | 14†  | 13   |
| 10       | Міка Сало              |      |      | 7†   | Схід | 8    |      |      |      | 9    | 2    | 12   | 7    | 3    | Схід |      |      | 10   |
| 11       | Ярно Труллі            | Схід | Схід | Схід | 7    | 6    | Схід | 7    | 9    | 7    | Схід | 8    | 12   | Схід | 2    | НС   | Схід | 7    |
| 12       | Деймон Гілл            | Схід | Схід | 4    | Схід | 7    | Схід | Схід | 5    | 8    | Схід | 6    | 6    | 10   | Схід | Схід | Схід | 7    |
| 13       | Александр Вюрц         | Схід | 7    | Схід | 6    | 10   | Схід | Схід | 10   | 5    | 7    | 7    | 14   | Схід | Схід | 8    | 10   | 3    |
| 14       | Педру Дініс            | Схід | Схід | Схід | Схід | Схід | 6    | Схід | 6    | 6    | Схід | Схід | Схід | Схід | Схід | Схід | 11   | 3    |
| 15       | Жан Алезі              | Схід | Схід | 6    | Схід | Схід | Схід | Схід | 14   | Схід | 8    | 16†  | 9    | 9    | Схід | 7    | 6    | 2    |
| 16       | Олів'є Паніс           | Схід | 6    | Схід | Схід | Схід | 9    | 8    | 13   | 10   | 6    | 10   | 13   | 11†  | 9    | Схід | Схід | 2    |
| 17       | Марк Жене              | Схід | 9    | 9    | Схід | Схід | 8    | Схід | 15   | 11   | 9    | 17   | 16   | Схід | 6    | 9    | Схід | 1    |
| 18       | Педро де ла Роса       | 6    | Схід | Схід | Схід | 11   | Схід | 11   | Схід | Схід | Схід | 15   | Схід | Схід | Схід | Схід | 13   | 1    |
| —        | Алессандро Дзанарді    | Схід | Схід | 11†  | 8    | Схід | Схід | Схід | 11   | Схід | Схід | Схід | 8    | 7    | Схід | 10   | Схід | 0    |
| —        | Тораносуке Такагі      | 7    | 8    | Схід | Схід | 12   | Схід | ДСК  | 16   | Схід | Схід | Схід | Схід | Схід | Схід | Схід | Схід | 0    |
| —        | Жак Вільнев            | Схід | Схід | Схід | Схід | Схід | Схід | Схід | Схід | Схід | Схід | Схід | 15   | 8    | 10†  | Схід | 9    | 0    |
| —        | Рікарду Зонта          | Схід | НКВ  |      |      |      | Схід | 9    | Схід | 15†  | Схід | 13   | Схід | Схід | 8    | Схід | 12   | 0    |
| —        | Лука Бадоер            | Схід |      | 8    | Схід | Схід | 10   | 10   | Схід | 13   | 10   | 14   | Схід | Схід | Схід | Схід | Схід | 0    |
| —        | Стефан Сарразен        |      | Схід |      |      |      |      |      |      |      |      |      |      |      |      |      |      | 0    |
| Поз.     | Пілот                  | АВС  | БРА  | СМР  | МОН  | ІСП  | КАН  | ФРА  | ВЕЛ  | АВТ  | НІМ  | УГО  | БЕЛ  | ІТА  | ЄВР  | МАЛ  | ЯПО  | Очки |
| Джерело: |                        |      |      |      |      |      |      |      |      |      |      |      |      |      |      |      |      |      |

| Приклад      | Опис                                                              |
| ------------ | ----------------------------------------------------------------- |
| 1            | Переможець                                                        |
| 2            | Друге місце                                                       |
| 3            | Третє місце                                                       |
| 5            | Фінішував у очковій зоні                                          |
| 12           | Фінішував поза очковою зоною                                      |
| НКЛ          | Фінішував, але не класифікований                                  |
| Схід         | Не фінішував і не класифікований                                  |
| НКВ          | Не кваліфікований                                                 |
| НПКВ         | Не передкваліфікований                                            |
| ДСК          | Дискваліфікований                                                 |
| ТТР          | Брав участь тільки в тренуваннях                                  |
| тест         | Тестер по п'ятницях (з 2003 року)                                 |
| НС           | Брав участь у Гран-прі як бойовий пілот, але не стартував у гонці |
| Т            | Травмований чи хворий                                             |
| Викл         | Виключений із протоколу                                           |
| Від          | Відмова від участі                                                |
| НТР          | Не брав участі в тренуваннях                                      |
| НПР          | Не прибув на Гран-прі                                             |
| С            | Гонка скасована                                                   |
|              | Не брав участі                                                    |
| Жирний шрифт | Поул-позиція                                                      |
| Курсив       | Швидке коло                                                       |

Примітки:
- — Пілоти, що не фінішували на Гран-прі, але були класифіковані, оскільки подолали понад 90 % дистанції.

### Конструктори
| Поз.     | Конструктор        | №  | АВС  | БРА  | СМР  | МОН  | ІСП  | КАН  | ФРА  | ВЕЛ  | АВТ  | НІМ  | УГО  | БЕЛ  | ІТА  | ЄВР  | МАЛ  | ЯПО  | Очки |
| -------- | ------------------ | -- | ---- | ---- | ---- | ---- | ---- | ---- | ---- | ---- | ---- | ---- | ---- | ---- | ---- | ---- | ---- | ---- | ---- |
| 1        | Ferrari            | 3  | 8    | 2    | 1    | 1    | 3    | Схід | 5    | НС   | 9    | 2    | 12   | 7    | 3    | Схід | 2    | 2    | 128  |
| 1        | Ferrari            | 4  | 1    | 5    | Схід | 2    | 4    | 3    | 6    | 2    | 1    | 1    | 3    | 4    | 6    | 7    | 1    | 3    | 128  |
| 2        | McLaren-Mercedes   | 1  | Схід | 1    | Схід | 3    | 1    | 1    | 2    | Схід | 3    | Схід | 1    | 2    | Схід | 5    | 3    | 1    | 124  |
| 2        | McLaren-Mercedes   | 2  | Схід | Схід | 2    | Схід | 2    | 7    | Схід | 1    | 2    | 5    | 2    | 1    | 5    | Схід | Схід | Схід | 124  |
| 3        | Jordan-Mugen-Honda | 7  | Схід | Схід | 4    | Схід | 7    | Схід | Схід | 5    | 8    | Схід | 6    | 6    | 10   | Схід | Схід | Схід | 61   |
| 3        | Jordan-Mugen-Honda | 8  | 2    | 3†   | Схід | 4    | Схід | 11†  | 1    | 4    | 4    | 3    | 4    | 3    | 1    | Схід | 6    | 4    | 61   |
| 4        | Stewart-Ford       | 16 | 5    | Схід | 3    | 9†   | ДСК  | Схід | 3    | 8    | Схід | Схід | 5    | 10   | 4    | 3    | 5    | 8    | 36   |
| 4        | Stewart-Ford       | 17 | НС   | Схід | 10†  | Схід | Схід | 5    | Схід | 12   | 14   | 11†  | 11   | Схід | Схід | 1    | 4    | 7    | 36   |
| 5        | Williams-Supertec  | 5  | Схід | Схід | 11†  | 8    | Схід | Схід | Схід | 11   | Схід | Схід | Схід | 8    | 7    | Схід | 10   | Схід | 35   |
| 5        | Williams-Supertec  | 6  | 3    | 4    | Схід | Схід | 5    | 4    | 4    | 3    | Схід | 4    | 9    | 5    | 2    | 4    | Схід | 5    | 35   |
| 6        | Benetton-Playlife  | 9  | 4    | Схід | 5    | 5    | 9    | 2    | Схід | 7    | 12†  | Схід | Схід | 11   | Схід | Схід | 11   | 14†  | 16   |
| 6        | Benetton-Playlife  | 10 | Схід | 7    | Схід | 6    | 10   | Схід | Схід | 10   | 5    | 7    | 7    | 14   | Схід | Схід | 8    | 10   | 16   |
| 7        | Prost-Peugeot      | 18 | Схід | 6    | Схід | Схід | Схід | 9    | 8    | 13   | 10   | 6    | 10   | 13   | 11†  | 9    | Схід | Схід | 9    |
| 7        | Prost-Peugeot      | 19 | Схід | Схід | Схід | 7    | 6    | Схід | 7    | 9    | 7    | Схід | 8    | 12   | Схід | 2    | НС   | Схід | 9    |
| 8        | Sauber-Petronas    | 11 | Схід | Схід | 6    | Схід | Схід | Схід | Схід | 14   | Схід | 8    | 16†  | 9    | 9    | Схід | 7    | 6    | 5    |
| 8        | Sauber-Petronas    | 12 | Схід | Схід | Схід | Схід | Схід | 6    | Схід | 6    | 6    | Схід | Схід | Схід | Схід | Схід | Схід | 11   | 5    |
| 9        | Arrows             | 14 | 6    | Схід | Схід | Схід | 11   | Схід | 11   | Схід | Схід | Схід | 15   | Схід | Схід | Схід | Схід | 13   | 1    |
| 9        | Arrows             | 15 | 7    | 8    | Схід | Схід | 12   | Схід | ДСК  | 16   | Схід | Схід | Схід | Схід | Схід | Схід | Схід | Схід | 1    |
| 10       | Minardi-Ford       | 20 | Схід | Схід | 8    | Схід | Схід | 10   | 10   | Схід | 13   | 10   | 14   | Схід | Схід | Схід | Схід | Схід | 1    |
| 10       | Minardi-Ford       | 21 | Схід | 9    | 9    | Схід | Схід | 8    | Схід | 15   | 11   | 9    | 17   | 16   | Схід | 6    | 9    | Схід | 1    |
| —        | BAR-Supertec       | 22 | Схід | Схід | Схід | Схід | Схід | Схід | Схід | Схід | Схід | Схід | Схід | 15   | 8    | 10†  | Схід | 9    | 0    |
| —        | BAR-Supertec       | 23 | Схід | НКВ  | 7†   | Схід | 8    | Схід | 9    | Схід | 15†  | Схід | 13   | Схід | Схід | 8    | Схід | 12   | 0    |
| Поз.     | Конструктор        | №  | АВС  | БРА  | СМР  | МОН  | ІСП  | КАН  | ФРА  | ВЕЛ  | АВТ  | НІМ  | УГО  | БЕЛ  | ІТА  | ЄВР  | МАЛ  | ЯПО  | Очки |
| Джерело: |                    |    |      |      |      |      |      |      |      |      |      |      |      |      |      |      |      |      |      |

| Приклад      | Опис                                                              |
| ------------ | ----------------------------------------------------------------- |
| 1            | Переможець                                                        |
| 2            | Друге місце                                                       |
| 3            | Третє місце                                                       |
| 5            | Фінішував у очковій зоні                                          |
| 12           | Фінішував поза очковою зоною                                      |
| НКЛ          | Фінішував, але не класифікований                                  |
| Схід         | Не фінішував і не класифікований                                  |
| НКВ          | Не кваліфікований                                                 |
| НПКВ         | Не передкваліфікований                                            |
| ДСК          | Дискваліфікований                                                 |
| ТТР          | Брав участь тільки в тренуваннях                                  |
| тест         | Тестер по п'ятницях (з 2003 року)                                 |
| НС           | Брав участь у Гран-прі як бойовий пілот, але не стартував у гонці |
| Т            | Травмований чи хворий                                             |
| Викл         | Виключений із протоколу                                           |
| Від          | Відмова від участі                                                |
| НТР          | Не брав участі в тренуваннях                                      |
| НПР          | Не прибув на Гран-прі                                             |
| С            | Гонка скасована                                                   |
|              | Не брав участі                                                    |
| Жирний шрифт | Поул-позиція                                                      |
| Курсив       | Швидке коло                                                       |

Примітки:
- — Пілоти, що не фінішували на Гран-прі, але були класифіковані, оскільки подолали понад 90 % дистанції.